# Anca Todoni
Anca Todoni (født 10. oktober 2004 i Timișoara, Rumænien) er en professionel tennisspiller fra Rumænien.